# Copa de Israel
La Copa de Israel (hebreo: גביע המדינה) es el segundo título en importancia del fútbol de Israel después del campeonato nacional de liga. Se disputó en su inicio en el territorio bajo el Mandato británico de Palestina desde 1928 a 1947. Posterior a la Independencia de Israel en 1948, el torneo paso a disputarse bajo el nombre de Copa del Estado de Israel (Israel State Cup), con la organización de la Asociación de Fútbol de Israel.

## Formato
Las eliminatorias de copa son disputadas a un partido. Participan todos los clubes de las ligas de Israel.
El equipo campeón accede a la segunda ronda de clasificación de la Liga Europea de la UEFA.

## Campeones de copa

### Antes de la Independencia de Israel
| Temporada | Campeón                                                               | Resultado                                                             | Finalista                                                             | Sede de la final |
| --------- | --------------------------------------------------------------------- | --------------------------------------------------------------------- | --------------------------------------------------------------------- | ---------------- |
| 1928      | Título compartido entre Hapoel Tel Aviv y Maccabi Hasmonean Jerusalem | Título compartido entre Hapoel Tel Aviv y Maccabi Hasmonean Jerusalem | Título compartido entre Hapoel Tel Aviv y Maccabi Hasmonean Jerusalem |                  |
| 1929      | Maccabi Tel Aviv                                                      | 4 - 0                                                                 | Maccabi Hasmonean Jerusalem                                           |                  |
| 1930      | Maccabi Tel Aviv                                                      | 2 - 1                                                                 | 48. Batallón británico                                                |                  |
| 1931      | No disputada                                                          | No disputada                                                          | No disputada                                                          | No disputada     |
| 1932      | British Police                                                        | 3 - 0                                                                 | Hapoel Haifa                                                          |                  |
| 1933      | Maccabi Tel Aviv                                                      | 1 - 0                                                                 | Hapoel Tel Aviv                                                       |                  |
| 1934      | Hapoel Tel Aviv                                                       | 3 - 2                                                                 | Maccabi Tel Aviv                                                      |                  |
| 1935      | Maccabi Petah-Tikvah                                                  | 1 - 0                                                                 | Hakoah Tel Aviv                                                       |                  |
| 1936      | No disputada                                                          | No disputada                                                          | No disputada                                                          | No disputada     |
| 1937      | Hapoel Tel Aviv                                                       | 3 - 0                                                                 | Hapoel HaDarom Tel Aviv                                               |                  |
| 1938      | Hapoel Tel Aviv                                                       | 2 - 1                                                                 | Maccabi Tel Aviv                                                      |                  |
| 1939      | Hapoel Tel Aviv                                                       | 2 - 1                                                                 | Maccabi Petah-Tikvah                                                  |                  |
| 1940      | Beitar Tel Aviv                                                       | 3 - 1                                                                 | Maccabi Tel Aviv                                                      |                  |
| 1941      | Maccabi Tel Aviv                                                      | 2 - 1                                                                 | Hapoel Tel Aviv                                                       |                  |
| 1942      | Beitar Tel Aviv                                                       | 12 - 1                                                                | Maccabi Haifa                                                         |                  |
| 1943      | Gunners                                                               | 1 - 0                                                                 | Hapoel Jerusalem                                                      |                  |
| 1944-45   | Hapoel Tel Aviv                                                       | 1 - 0                                                                 | Hapoel Petah-Tikvah                                                   |                  |
| 1946      | Maccabi Tel Aviv                                                      | 0 - 0; 3 - 1                                                          | Hapoel Ironi Rishon LeZion                                            |                  |
| 1947      | Maccabi Tel Aviv                                                      | 3 - 0                                                                 | Beitar Tel Aviv                                                       |                  |

### Después de la Independencia de Israel
| Temporada | Campeón              | Resultado        | Finalista                  | Sede de la final                |
| --------- | -------------------- | ---------------- | -------------------------- | ------------------------------- |
| 1948-49   | No disputada         | No disputada     | No disputada               | No disputada                    |
| 1949-51   | No completada        | No completada    | No completada              | No completada                   |
| 1951-52   | Maccabi Petah-Tikvah | 1 - 0            | Maccabi Tel Aviv           | Estadio Bloomfield, Tel-Aviv    |
| 1952-53   | No disputada         | No disputada     | No disputada               | No disputada                    |
| 1953-54   | Maccabi Tel Aviv     | 4 - 0            | Maccabi Netanya            | Estadio Bloomfield, Tel-Aviv    |
| 1954-55   | Maccabi Tel Aviv     | 3 - 1            | Hapoel Petah Tikva         | Estadio Bloomfield, Tel-Aviv    |
| 1955-56   | No disputada         | No disputada     | No disputada               | No disputada                    |
| 1956-57   | Hapoel Petah Tikva   | 2 - 1            | Maccabi Jaffa              | Estadio Kiryat Eliezer, Haifa   |
| 1957-58   | Maccabi Tel Aviv     | 2 - 0            | Hapoel Haifa               | Estadio Bloomfield, Tel-Aviv    |
| 1958-59   | Maccabi Tel Aviv     | 4 - 3            | Hapoel Petah Tikva         | Estadio Bloomfield, Tel-Aviv    |
| 1959-60   | Hapoel Tel Aviv      | 2 - 1            | Hapoel Petah Tikva         | Estadio Bloomfield, Tel-Aviv    |
| 1960-61   | No disputada         | No disputada     | No disputada               | No disputada                    |
| 1961-62   | Maccabi Haifa        | 0 - 0 (5-2 pen.) | Maccabi Tel Aviv           | Estadio Bloomfield, Tel-Aviv    |
| 1962-63   | Hapoel Haifa         | 1 - 0            | Maccabi Haifa              | Estadio Kiryat Eliezer, Haifa   |
| 1963-64   | Maccabi Tel Aviv     | 1-1; 1-1; 2-1    | Hapoel Haifa               | Estadio Bloomfield, Tel-Aviv    |
| 1964-65   | Maccabi Tel Aviv     | 2 - 1            | Bnei Yehuda Tel Aviv       | Estadio Bloomfield, Tel-Aviv    |
| 1965-66   | Hapoel Haifa         | 2 - 1            | Shimshon Tel Aviv          | Estadio Bloomfield, Tel-Aviv    |
| 1966-67   | Maccabi Tel Aviv     | 2 - 1            | Hapoel Tel Aviv            | Estadio Bloomfield, Tel-Aviv    |
| 1967-68   | Bnei Yehuda Tel Aviv | 1 - 0            | Hapoel Petah Tikva         | Estadio Bloomfield, Tel-Aviv    |
| 1968-69   | Hakoah Ramat-Gan     | 1 - 0            | Maccabi Sha'arayim         | Estadio Bloomfield, Tel-Aviv    |
| 1969-70   | Maccabi Tel Aviv     | 2 - 1            | Maccabi Netanya            | Estadio Bloomfield, Tel-Aviv    |
| 1970-71   | Hakoah Ramat-Gan     | 2 - 1            | Maccabi Haifa              | Estadio Bloomfield, Tel-Aviv    |
| 1971-72   | Hapoel Tel Aviv      | 1 - 0            | Hapoel Jerusalem           | Estadio Ramat Gan, Tel-Aviv     |
| 1972-73   | Hapoel Jerusalem     | 2 - 0            | Hakoah Ramat-Gan           | Estadio Bloomfield, Tel-Aviv    |
| 1973-74   | Hapoel Haifa         | 1 - 0            | Hapoel Petah Tikva         | Estadio Bloomfield, Tel-Aviv    |
| 1974-75   | Hapoel Kfar Saba     | 3 - 1            | Beitar Jerusalem           | Estadio Bloomfield, Tel-Aviv    |
| 1975-76   | Beitar Jerusalem     | 2 - 1            | Maccabi Tel Aviv           | Estadio Ramat Gan, Tel-Aviv     |
| 1976-77   | Maccabi Tel Aviv     | 1 - 0            | Beitar Tel Aviv            | Estadio Ramat Gan, Tel-Aviv     |
| 1977-78   | Maccabi Netanya      | 2 - 1            | Bnei Yehuda Tel Aviv       | Estadio Ramat Gan, Tel-Aviv     |
| 1978-79   | Beitar Jerusalem     | 2 - 1            | Maccabi Tel Aviv           | Estadio Ramat Gan, Tel-Aviv     |
| 1979-80   | Hapoel Kfar Saba     | 4 - 1            | Maccabi Ramat Gan          | Estadio Ramat Gan, Tel-Aviv     |
| 1980-81   | Bnei Yehuda Tel Aviv | 2 - 2 (4-3 pen.) | Hapoel Tel Aviv            | Estadio Ramat Gan, Tel-Aviv     |
| 1981-82   | Hapoel Yehud         | 1 - 0            | Hapoel Tel Aviv            | Estadio Ramat Gan, Tel-Aviv     |
| 1982-83   | Hapoel Tel Aviv      | 3 - 2            | Maccabi Tel Aviv           | Estadio Ramat Gan, Tel-Aviv     |
| 1983-84   | Hapoel Lod           | 0 - 0 (3-2 pen.) | Hapoel Be'er Sheva         | Estadio Ramat Gan, Tel-Aviv     |
| 1984-85   | Beitar Jerusalem     | 1 - 0            | Maccabi Haifa              | Estadio Ramat Gan, Tel-Aviv     |
| 1985-86   | Beitar Jerusalem     | 2 - 1            | Shimshon Tel Aviv          | Estadio Ramat Gan, Tel-Aviv     |
| 1986-87   | Maccabi Tel Aviv     | 3 - 3 (4-3 pen.) | Maccabi Haifa              | Estadio Ramat Gan, Tel-Aviv     |
| 1987-88   | Maccabi Tel Aviv     | 2 - 1            | Hapoel Tel Aviv            | Estadio Ramat Gan, Tel-Aviv     |
| 1988-89   | Beitar Jerusalem     | 3 - 3 (4-3 pen.) | Maccabi Haifa              | Estadio Ramat Gan, Tel-Aviv     |
| 1989-90   | Hapoel Kfar Saba     | 1 - 0            | Shimshon Tel Aviv          | Estadio Ramat Gan, Tel-Aviv     |
| 1990-91   | Maccabi Haifa        | 3 - 1            | Hapoel Petah Tikva         | Estadio Ramat Gan, Tel-Aviv     |
| 1991-92   | Hapoel Petah Tikva   | 3 - 1            | Maccabi Tel Aviv           | Estadio Ramat Gan, Tel-Aviv     |
| 1992-93   | Maccabi Haifa        | 1 - 0            | Maccabi Tel Aviv           | Estadio Ramat Gan, Tel-Aviv     |
| 1993-94   | Maccabi Tel Aviv     | 2 - 0            | Hapoel Tel Aviv            | Estadio Ramat Gan, Tel-Aviv     |
| 1994-95   | Maccabi Haifa        | 2 - 0            | Hapoel Haifa               | Estadio Ramat Gan, Tel-Aviv     |
| 1995-96   | Maccabi Tel Aviv     | 4 - 1            | Hapoel Ironi Rishon LeZion | Estadio Bloomfield, Tel-Aviv    |
| 1996-97   | Hapoel Be'er Sheva   | 1 - 0            | Maccabi Tel Aviv           | Estadio Ramat Gan, Tel-Aviv     |
| 1997-98   | Maccabi Haifa        | 2 - 0            | Hapoel Jerusalem           | Estadio Ramat Gan, Tel-Aviv     |
| 1998-99   | Hapoel Tel Aviv      | 1 - 1 (3-1 pen.) | Beitar Jerusalem           | Estadio Ramat Gan, Tel-Aviv     |
| 1999-00   | Hapoel Tel Aviv      | 2 - 2 (4-2 pen.) | Beitar Jerusalem           | Estadio Ramat Gan, Tel-Aviv     |
| 2000-01   | Maccabi Tel Aviv     | 3 - 0            | Maccabi Petah-Tikvah       | Estadio Ramat Gan, Tel-Aviv     |
| 2001-02   | Maccabi Tel Aviv     | 0 - 0 (5-4 pen.) | Maccabi Haifa              | Estadio Ramat Gan, Tel-Aviv     |
| 2002-03   | Hapoel Ramat Gan     | 1 - 1 (5-4 pen.) | Hapoel Be'er Sheva         | Estadio Ramat Gan, Tel-Aviv     |
| 2003-04   | Bnei Sakhnin         | 4 - 1            | Hapoel Haifa               | Estadio Ramat Gan, Tel-Aviv     |
| 2004-05   | Maccabi Tel Aviv     | 2 - 2 (5-3 pen.) | Maccabi Herzliya           | Estadio Ramat Gan, Tel-Aviv     |
| 2005-06   | Hapoel Tel Aviv      | 1 - 0            | Bnei Yehuda Tel Aviv       | Estadio Ramat Gan, Tel-Aviv     |
| 2006-07   | Hapoel Tel Aviv      | 1 - 1 (5-4 pen.) | Hapoel Ashkelon            | Estadio Ramat Gan, Tel-Aviv     |
| 2007-08   | Beitar Jerusalem     | 0 - 0 (5-4 pen.) | Hapoel Tel Aviv            | Estadio Ramat Gan, Tel-Aviv     |
| 2008-09   | Beitar Jerusalem     | 2 - 1            | Maccabi Haifa              | Estadio Ramat Gan, Tel-Aviv     |
| 2009-10   | Hapoel Tel Aviv      | 3 - 1            | Bnei Yehuda Tel Aviv       | Estadio Ramat Gan, Tel-Aviv     |
| 2010-11   | Hapoel Tel Aviv      | 1 - 0            | Maccabi Haifa              | Estadio Ramat Gan, Tel-Aviv     |
| 2011-12   | Hapoel Tel Aviv      | 2 - 1            | Maccabi Haifa              | Estadio Ramat Gan, Tel-Aviv     |
| 2012-13   | Hapoel Ramat Gan     | 1 - 1 (4-2 pen.) | Ironi Kiryat Shmona        | Estadio de Netanya, Netanya     |
| 2013-14   | Ironi Kiryat Shmona  | 1 - 0            | Maccabi Netanya            | Estadio Ramat Gan, Tel-Aviv     |
| 2014-15   | Maccabi Tel Aviv     | 6 - 2            | Hapoel Be'er Sheva         | Estadio Sammy Ofer, Haifa       |
| 2015-16   | Maccabi Haifa        | 1 - 0            | Maccabi Tel Aviv           | Estadio Teddy Kollek, Jerusalén |
| 2016-17   | Bnei Yehuda Tel Aviv | 0 - 0 (4-3 pen.) | Maccabi Tel Aviv           | Estadio Teddy Kollek, Jerusalén |
| 2017-18   | Hapoel Haifa         | 3 - 1            | Beitar Jerusalem           | Estadio Teddy Kollek, Jerusalén |
| 2018-19   | Bnei Yehuda Tel Aviv | 1 - 1 (5-4 pen.) | Maccabi Netanya            | Estadio Sammy Ofer, Haifa       |
| 2019-20   | Hapoel Be'er Sheva   | 2 - 0            | Hapoel Petah Tikva         | Estadio Bloomfield, Tel-Aviv    |
| 2020-21   | Maccabi Tel Aviv     | 2 - 1            | Hapoel Tel Aviv            | Estadio Sammy Ofer, Haifa       |
| 2021-22   | Hapoel Be'er Sheva   | 2 - 2 (3-1 pen.) | Maccabi Haifa              | Estadio Teddy Kollek, Jerusalén |
| 2022-23   | Beitar Jerusalem     | 3 - 0            | Maccabi Netanya            | Estadio Sammy Ofer, Haifa       |
| 2023-24   | Maccabi Petah-Tikvah | 1 - 0            | Hapoel Be'er Sheva         | Estadio Bloomfield, Tel-Aviv    |
| 2024-25   | Hapoel Be'er Sheva   | 2 - 0            | Beitar Jerusalem           | Estadio Bloomfield, Tel-Aviv    |

## Títulos por club
| Club                           | Títulos | Subtítulos | Años campeón |
| ------------------------------ | ------- | ---------- | --- |
| Maccabi Tel Aviv               | 24      | 13         | 1929, 1930, 1933, 1941, 1946, 1947, 1953-54, 1954-55, 1957-58, 1958-59, 1963-64, 1964-65, 1966-67, 1969-70, 1976-77, 1986-87, 1987-88, 1993-94, 1995-96, 2000-01, 2001-02, 2004-05, 2014-15, 2020-21 |
| Hapoel Tel Aviv                | 16      | 9          | 1928, 1934, 1937, 1938, 1939, 1945, 1960-61, 1971-72, 1982-83, 1998-99, 1999-00, 2005-06, 2006-07, 2009-10, 2010-11, 2011-12                                                                         |
| Beitar Jerusalem               | 8       | 5          | 1975-76, 1978-79, 1984-85, 1985-86, 1988-89, 2007-08, 2008-09, 2022-23 |
| Maccabi Haifa                  | 6       | 11         | 1961-62, 1990-91, 1992-93, 1994-95, 1997-98, 2015-16 |
| Hapoel Haifa                   | 4       | 5          | 1962-63, 1965-66, 1973-74, 2017-18 |
| Bnei Yehuda Tel Aviv           | 4       | 4          | 1967-68, 1980-81, 2016-17, 2018-19 |
| Hapoel Be'er Sheva             | 4       | 4          | 1996-97, 2019-20, 2021-22, 2024-25 |
| Maccabi Petah Tikva            | 3       | 2          | 1934-35, 1951-52, 2023-24 |
| Hapoel Kfar Saba               | 3       | –          | 1974-75, 1979-80, 1989-90 |
| Hapoel Petah Tikva             | 2       | 7          | 1956-57, 1991-92 |
| Beitar Tel Aviv †              | 2       | 2          | 1939-40, 1941-42 |
| Hakoah Ramat Gan               | 2       | 1          | 1968-69, 1970-71 |
| Hapoel Ramat Gan               | 2       | –          | 2002-03, 2012-13 |
| Maccabi Netanya                | 1       | 5          | 1977-78 |
| Hapoel Jerusalem               | 1       | 2          | 1972-73 |
| Maccabi Hasmonean Jerusalem †  | 1       | 1          | 1927-28 |
| Ironi Kiryat Shmona            | 1       | 1          | 2013-14 |
| British Police †               | 1       | –          | 1931-32 |
| Hapoel Yehud †                 | 1       | –          | 1981-82 |
| Hapoel Lod †                   | 1       | –          | 1983-84 |
| Bnei Sakhnin                   | 1       | –          | 2003-04 |
| Shimshon Tel Aviv †            | –       | 3          | ----- |
| Hapoel Ironi Rishon LeZion     | –       | 2          | ----- |
| 48th Battalion, British Army † | –       | 1          | ----- |
| Hakoah Tel Aviv                | –       | 1          | ----- |
| Hapoel Ashkelon                | –       | 1          | ----- |
| Hapoel HaDarom Tel Aviv †      | –       | 1          | ----- |
| Maccabi Herzliya               | –       | 1          | ----- |
| Maccabi Ramat Amidar           | –       | 1          | ----- |
| Maccabi Sha'arayim             | –       | 1          | ----- |
| Maccabi Jaffa †                | –       | 1          | ----- |

- † Equipo desaparecido.